# リアルバウト餓狼伝説
『リアルバウト餓狼伝説』（リアルバウトがろうでんせつ、REAL BOUT 餓狼伝説）は、1995年12月21日に稼働したエス・エヌ・ケイのMVS用2D対戦型格闘ゲーム。『餓狼伝説』シリーズとしては5作目となる。
この作品以降、タイトルに「リアルバウト」を冠する続編が作られていく。本項目ではこれらの作品もシリーズとしてまとめて記述する。

## 基本ゲームシステム
基本的には前作『餓狼伝説3』（以下『餓狼3』と表記）を踏襲しているが、パンチ・キックの強攻撃を統一して3ボタンにし、残ったDボタンにライン移動を割り当てることで操作が簡易化されている。
コンビネーションアーツはコンビネーションアタックと名称が変更され、A・B・Cの順押しという簡素なものが全キャラクターに用意された。
体力ゲージが2本分の容量になり（一本になると点滅）、新たに画面下にパワーゲージが付いた。超必殺技は体力が点滅するか、パワーゲージが満タンの状態で出せる。潜在能力も制限が緩和、体力ゲージ点滅状態（つまり体力ゲージが1本の状態）かつパワーゲージが満タン（P.POWER時。通常のパワーゲージ満タン時はS.POWERだが、満タンかつ体力ゲージが点滅するとP.POWERに表示が変わる）で出せるようになった。また、パワーゲージを消費してガードキャンセルを行えるようになった。
画面端の障害物は近くで攻防が続くと衝撃で次第に壊れていく。障害物が無くなった後に、そこから落ちてしまうと、リングアウト負けになる。2D格闘では珍しいリングアウトが発生し得る（リングアウト時は強制的に負け）。ステージは、ビーチや地下鉄の駅、公園など全部で5種類がある。その中で背景は朝、昼、夜の3エリアがあり、戦う時によっては画面端の障害物がない時もある。
ジャンプの高速化、ジャンプ強攻撃を受けた際ののけぞり時間が非常に長い、ジャンプ中Dで空中振り向き、投げ技の入力が『餓狼伝説スペシャル』（以下『餓狼SP』と表記）の頃に戻るなど、ゲーム性に大きく関わる変更点が多数存在する。
『餓狼3』では開始時に「GO!ROUND（数字）」と表記されていたが、本作以降は『餓狼SP』以前のものである「ROUND（数字） FIGHT」に戻されている。

## シリーズ作品
リアルバウト餓狼伝説
MVSにて1995年12月21日発売。容量は346メガ。略称はRB餓狼、RBなど。前作の『餓狼3』ではテリー・ボガードが永久連続技を持つなどの問題があり不評を受けたため、本作が短期間で続編として製作された。キャッチコピーは、「さらば、ギース」。キャラクターイラストは前作に引き続き森気楼が担当。
システムは前作のオーバースウェーとスウェーラインシステムを継承しつつも、ライン移動がDボタン一つで可能になり、また、相手がスウェーライン上にいた場合、手前と奥関係なしにDボタン一つだけでオーバーススウェー攻撃を出せるようになるなど、操作性がわかりやすく簡略化された。また、シリーズで初めて新たにパワーゲージを採用。従来から継承されている、体力が減って点滅している状態で超必殺技が制限なしに使えるようになるシステムと併せて、超必殺技や潜在能力、ガードキャンセルの発動に使用する。
潜在能力は超必殺技の威力と変わらないものの、グラフィックがより派手になる。
連続技を決めた時にはそのヒット数が表示されるようになった。
同じステージで3人ずつ倒す流れになったため、ギース以外のキャラクターの個別のステージが廃止された。
家庭用への移植はネオジオ（1996年1月26日発売）、ネオジオCD（1996年2月23日発売）、セガサターン（1996年9月20日発売）、PlayStation（1997年1月10日発売）、PlayStation 3およびPlayStation Portable、Wii専用のダウンロードコンテンツ（ゲームアーカイブス版は2007年4月26日配信開始、Wiiのバーチャルコンソール版は2012年1月24日配信開始。2019年1月31日をもって配信サービス終了）、アケアカNEOGEO（PlayStation 4およびXbox Oneにて2017年10月12日、Nintendo Switchにて2018年3月8日、Windows 10にて2018年8月2日、iOSおよびAndroidにて2022年9月29日配信開始）、Nintendo Switch用パッケージソフト『アケアカNEOGEO セレクション Vol.5』（2025年8月7日発売）。レイティングはCERO：B（12才以上対象）。
ストーリー
前回のサウスタウンにおける「秦の秘伝書」を巡る戦いが終わってから半年の月日が経った。秦兄弟や山崎竜二の暗躍によって起こった3巻の秘伝書の争奪戦はギース・ハワードが制する形で終わり、同時にそれはギースが再びサウスタウンの支配者として君臨することも意味していた。だが、秘伝書が自分にもたらすものなど何も無いことを理解していたギースは、秘伝書の処分を配下のビリー・カーンに命令。同時に自らの復活の狼煙を上げるかのように、サウスタウンを舞台にした一大格闘大会「キング・オブ・ファイターズ」を再び開催させるための手筈を整えさせる。
新たにキム・カッファン、ダック・キングといった実力者も加え、半年前の秦の秘伝書を巡る戦いに関わった格闘家たちが次々と招待され、秘伝書を諦めていなかった秦兄弟や山崎もまた大会に参加する。そして、その中にはかつてのキング・オブ・ファイターズを制しギースを破ったテリー・ボガードの姿もあった。サウスタウンを舞台に、テリーとギースの最期の戦いが幕を開けようとしていた。
リアルバウト餓狼伝説スペシャル
MVSにて1997年1月28日発売。容量は394メガ。主な略称はリアスペ、RBS（後者に関してはゲーム中のロゴの一つにもなっている）。キャッチコピーは、「最高の舞台が待っている。」。
システムは基本的に前作を踏襲しつつも、ライン数が2つに変更。また、相手と異なるライン上にいてもガードが可能になった。前作のリングアウトが不評であったため、代わりに「画面端のオブジェクトが一定回数の攻撃で破壊された際、壁を背にしていたキャラクターは気絶する」という仕様に変更された。
本作から再びキャラクターごとのステージで戦うことになり、過去作からの復活キャラクターが数人、一部キャラクターに性能の異なるEX（裏）キャラクターもそれぞれ追加された。その他、一部のキャラクターの衣装が変更されたほか、細かいバランス調整が行われている。セガサターン版ではギース・ハワードが最初から使用可能となっており、専用のエンディングも用意されている。オリジナルモードとして勝敗に関係なく次に進めるが、1ラウンド中に挑発を5回以上出すと、次のステージではパワーゲージMAXの状態か、体力ゲージが半分の状態のどちらかになる「チャンスファイト」、アーケードモードのプレイ中にランダムで業務用の筐体のようにコンピューターが操る対戦キャラクターが現われ、擬似的な2プレイヤー対戦が行える「CPU乱入機能」が追加されている。
家庭用への移植は、ネオジオ（1997年2月28日発売）、ネオジオCD（1997年3月30日発売）、セガサターン（1997年12月25日発売）、Wiiのバーチャルコンソール（2012年2月28日配信開始。2019年1月31日をもって配信サービス終了）、アケアカNEOGEO（PlayStation 4およびXbox Oneにて2017年12月14日、Nintendo Switchにて2018年4月19日、Windows 10にて2018年9月28日、iOSおよびAndroidにて2023年3月2日配信開始）、Nintendo Switch用パッケージソフト『アケアカNEOGEO セレクション Vol.6』（2025年8月7日発売）。また、仕様の異なる下記のアレンジ移植版も発売された。レイティングはCERO：B（12才以上対象）。
ストーリー
サウスタウンを舞台に巻き起こった格闘大会「キング・オブ・ファイターズ」は、主催者であり街の支配者として再び君臨していたギース・ハワードの死によって幕を閉じる結末となった。最上級なまでに鍛え上げられた各々の格闘家たちは既に伝説と呼ぶに相応しい存在となっていたが、同時に自分たちの求めている物は何なのか、強さとは何なのかについて悩んでいた。幾度にも及ぶ形で闘っても満足のいかない想いを抱えていた彼らは、タン・フー・ルー、チン・シンザン、ローレンス・ブラッド、そしてヴォルフガング・クラウザーという新たな実力者たちも加え、世界という舞台へと羽ばたく形で新たな戦いを繰り広げる。
熱闘リアルバウト餓狼伝説スペシャル
タカラ（現タカラトミー）よりゲームボーイにて1998年3月27日発売。『RBS』のアレンジ移植版で、『熱闘シリーズ』のひとつとして登場。キャラクターや演出は原作よりも減少しているが、本作のみのゲストとして『ザ・キング・オブ・ファイターズ』（以下『KOF』と表記）シリーズの八神庵が登場する。
リアルバウト餓狼伝説スペシャル DOMINATED MIND（ドミネイテッドマインド）
PlayStationにて1998年6月25日発売。『RBS』のアレンジ移植版。略称はRBSDMの他、スペシャルを省いたRBDM、DMなど。原作の『RBS』にはストーリーが存在しなかったが、本作では新キャラクターのアルフレッドを主人公にした新たなストーリーが展開される（時系列は『リアルバウト餓狼伝説』と『餓狼 MARK OF THE WOLVES』（以下『餓狼MOW』と表記）の間にあたる）。原作と異なり、シリーズ初の1ラインバトルが採用された。一部の必殺技をキャンセルして、超必殺技または潜在能力を出すときの「ファイナルインパクト」成功すると背景にFINAL IMPACTのエフェクトが出る。相手の攻撃をガードしつつ突き抜けて突進する技「クイックアプローチ」などの独自のシステムも追加されている。また、条件を満たすことで一部キャラクターは隠し技を使用可能。原作ではCPU専用か隠しキャラクターだったギースが無条件で使用可能になっているが、裏キャラクターが全員削除されている。
各キャラクターのプロフィール、プロローグ、ボイス付きコマンドリスト、BGMが鑑賞できる「キャラクターインフォメーション」が追加されている。
サンライズ製作によるムービーアニメはセル画を一切使用しないデジタルアニメーション。ゲームアニメの新しい形を見ることができる。
初回限定版には、シリーズ全作の登場キャラクター（非プレイヤーキャラクターを含む）のデータベース作成および閲覧やイラストやコスプレ写真、『餓狼伝説』シリーズの歴代作品6作のオープニングムービーやBGMに合わせて踊るポリゴンのダックの映像が収録されている限定ディスク『SNKファン・コレクション餓狼伝説』が同梱されていた。
後にPLAYSTATION 3とPlayStation Portableのゲームアーカイブス版が2007年5月31日に配信開始をした。ただし元の初回限定版に付属されていた『SNKファン・コレクション餓狼伝説』は収録されていない。レイティングはCERO：B（12才以上対象）。
リアルバウト餓狼伝説2 THE NEWCOMERS（ザ・ニューカマーズ）
MVSにて1998年3月20日発売。容量は539メガ。略称はRB2（タイトルロゴにも大きく表記されている）。開始前デモや勝利ポーズが省略され、対戦のスピード化が図られた。また、一部のキャラクターの独特な技コマンドが変更され、入力しやすいものになった。『餓狼伝説2』（以下『餓狼2』と表記）や『餓狼SP』にあった、1ライン制と2ライン制のステージが用意されている。1ライン制では相手を障害物に叩きつけてダメージを与えるなど。2ライン制では相手の攻撃をライン移動でかわして反撃するなどの戦いとなる。本作のみキャラクターイラストは白井影二が担当。エンディングのキャラクターイラストはノナが担当した。キャッチコピーは、「闘いが俺を強くする。」（ポスターより）、「熱くなければ対戦（バトル）じゃない。」（インストラクションカードより）。
隠しボスとして、これの約3か月後にPlayStationで発売された前述の『RBS』のアレンジ移植作『RBSDM』の主人公である新キャラクターのアルフレッドが先行登場している。
家庭用への移植は、ネオジオ（1998年4月29日発売）、ネオジオCD（1998年7月23日発売）、Wiiのバーチャルコンソール（2012年6月19日配信開始。2019年1月31日をもって配信サービス終了）、アケアカNEOGEO（PlayStation 4およびXbox Oneにて2018年3月8日、Nintendo Switchにて2018年8月16日、Windows 10にて2018年11月30日、iOSおよAndroidにて2023年5月25日配信）。レイティングはCERO：B（12才以上対象）。
また、本作は初めてMVS/ネオジオの起動画面内のキャッチコピー表記において「GIGA POWER」が採用された作品でもある。これ以降、『メタルスラッグ2』を除いて、MVS/ネオジオの起動画面の表記もそれに変更、統一される。
ストーリー
「究極の強さ」を求める格闘家たちの戦いに終わりが来ることなど無く、天下御免の無鉄砲娘である李香緋（リー・シャンフェイ）と、嵐を呼ぶ男リックの2人が加わる形で新たな戦いが幕を挙げる。
餓狼伝説 FIRST CONTACT（ファーストコンタクト）
ネオジオポケットにて1999年5月27日発売。モノクロでも遊べるが、ネオジオポケットカラーのカラー表示にも対応。リアルバウトの名は付いていないが、『RB2』がベースになっている。「ポケット格闘シリーズ」のひとつであり、同様にゲーム中のキャラクターはデフォルメされている。登場キャラクターは原作から一部減少・入れ替えがあり、テリー、アンディ、ジョー、舞、キム、リック、香緋、山崎、ビリー、ギース、クラウザー、アルフレッド、ラオの13名となっている（後者2名は隠し）。原作と異なり、複数ライン制ではなくなっている他、多くの必殺技のコマンドが簡略化されて斜め入力やタメを必要としないものになっている。
2020年12月24日にNintendo Switchで『NEOGEO POCKET COLOR SELECTION』の1作として移植された。レイティングはCERO：A（全年齢対象）。
餓狼伝説 バトルアーカイブズ2
PlayStation 2にて2007年2月22日発売。レイティングはCERO：B（12才以上対象）。「NEOGEO オンラインコレクション」のひとつで、『リアルバウト餓狼伝説（RB）』『RBS』『RB2』の3タイトルが移植・収録されている。ちなみに、『RB2』はネオジオCDを含めた家庭用ネオジオ二機種以外への移植は本作が初であった。本作オリジナルの要素として、『RB2』でアルフレッドが使用可能。また、『RB』では、ブルー・マリーのリングアウト時の演出が一部修正されている。
BGMはオリジナルのネオジオ版の他、設定でネオジオCDで採用されていたアレンジ版も選択可能。
2015年8月19日より、PlayStation 2アーカイブスにて配信開始。

## 登場キャラクター

### リアルバウト餓狼伝説
テリー・ボガード［Terry Bogard］
声 - 橋本さとし
今作でギースとの決着が着く形となり、彼とアンディのエンディングでのみタワーから転落するギースを助けるシーンがある。『リアルバウト餓狼伝説2』（以下『RB2』と表記）のエンディングでは新たな趣味のトローリングに興じている。『DOMINATED MIND』（以下『DM』と表記）での隠し技は『KOF』で使っていた超必殺技「ハイアングルゲイザー」。『餓狼3』で削除された「ライジングタックル」が復活し、入れ替わりで入った「パワーダンク」と混在する形になっている。
アンディ・ボガード［Andy Bogard］
声 - 難波圭一
前作から髪を首の後ろで縛って短かったが、『リアルバウト餓狼伝説スペシャル』（以下『RBS』と表記）以降は放髪に戻している。『DM』では隠し技に「昇龍裂破弾」が追加される。
東丈［Joe Higashi］
声 - 檜山修之
『DM』での隠し技は、テリー同様に『KOF』で使っていた超必殺技「爆裂ハリケーンタイガーカカト」。なお、『RB』ではテリーとアンディとは違い、ギースの転落シーンは発生しない。
不知火舞［Mai Shiranui］
声 - 曽木亜古弥
潜在能力「レオタード忍蜂」でレオタード姿を披露したが、『RBS』での衣装変更に伴って潜在能力も変更された。『RB2』のエンディングでは、アンディが禿頭になる夢を見て、それで目が覚めて青ざめる。
ギース・ハワード［Geese Howard］
声 - コング桑田
今作で最終ボスの座に返り咲き、本拠地のギースタワーにてプレイヤーを待ち受ける。プレイヤーがテリーまたはアンディの場合はギースタワーから転落しようとするところを手を伸ばして助けられるが、自身はそれを振り払い、そのまま高笑いしながら転落していくというシーンが発生する。
『RBS』ではナイトメア（悪夢）、『RB2』では秦の秘伝書が生み出した幻として復活。『RBS』では隠しボスとして登場し、家庭用版でのみ使用可能。『RBS』では足元にオーラが渦巻いており、各技が従来のギースに比べて大きく強化されている。『RB2』では『RBS』より弱体化した上に、ランダムで登場する最終ボスの1人。『DM』では乱入キャラクターとして登場。
望月双角［Sokaku Mochizuki］
声 - 石井康嗣
続編ごとに使役する雷神がその力を増していくように描写され、『RBS』のエンディングではその雷神に支配されてしまう。『FIRST CONTACT』には登場しない。
ボブ・ウィルソン［Bob Wilson］
声 - 森川智之
『RBS』のみ、デフォルトカラーが他の作品と違っている。『FIRST CONTACT』には登場しない。
ホンフゥ［Hon Fu］
声 - 森川智之
『RBS』で趣味の囮捜査に謹慎を受けるが、『RB2』で晴れて解かれる。また、『RBS』のストーリーでは銃の扱いはほとんど駄目なことが判明する。『FIRST CONTACT』には登場しない。
ブルー・マリー［Blue-Mary］
声 - 生駒治美
今作ではスタンガンを使った技が追加された。『RBS』以降は衣装が大幅に変更され、袖を折った緑の革ジャンパーを着たまま闘うようになり、赤のタンクトップは青のノンタンクトップ、革型のロングリストバンドは黒のライダーズグローブ、靴はロングブーツに変わった。『FIRST CONTACT』には登場しない。
フランコ・バッシュ［Franco Bash］
声 - B.J.Love
前作での戦いで息子も解放され、プロへの復帰を決意する。『RBS』以降は体が一回り大きくなり、水色だったオーバーオールがオレンジになり、その下のタンクトップも着なくなった。性格もユーモラスに変化している。『RB2』のエンディングでは、『RBS』以降の姿は着ぐるみであり、背中のチャックを開けると中から『RB』以前の姿のフランコが出てくるというものになっている。『FIRST CONTACT』には登場しない。
山崎竜二［Ryuji Yamazaki］
声 - 石井康嗣
今作から通常使用キャラクターになった。潜在能力が投げ技に変更され、『RBS』では必殺技でもコマンド投げの「爆弾パチキ」が追加された。今作では中ボスとしても登場するが、『RBS』以降は通常キャラクター扱いとなった。
秦崇秀［Jin Chonshu］
声 - 山口勝平
山崎とともに通常使用キャラクターとなった。続編ごとに、技の性能面で兄との差別化が図られていく。『RBS』のエンディングでは原因不明の頭痛を引き起こし、兄の崇雷を心配させるが、『RB2』のエンディングでは正気を取り戻し、独りキムの元に入門した。『FIRST CONTACT』には登場しない。
秦崇雷［Jin Chonrei］
声 - 山口勝平
山崎や弟の崇秀とともに通常使用キャラクターとなった。『RB2』のエンディングではタンの弟子になり、修行を受けている。『FIRST CONTACT』には登場しない。
ダック・キング［Duck King］
声 - コング桑田
『餓狼SP』以来の登場を果たす。今回もヒヨコのPちゃんを連れて闘う。強力な新技が使えるようになる特殊な潜在能力「ダックダンス」を習得しており、踊る時間が長ければ長いほど、より強力な技が使えるようになる。今作の専用BGMには担当声優・コング桑田の歌声が入っている。『FIRST CONTACT』には登場しない。
キム・カッファン［Kim Kaphwan］
声 - 橋本さとし
ダックと同じく再登場を果たす。ストーリー内でチョイ・ボンゲらしき人物の台詞があり、前作でもホンフゥのストーリー内で「チームで忙しい」と説明されており、『KOF』との関連を匂わせる。なお、本作のエンディングにチョイとチャン・コーハンの2人らしき姿がある。『RB2』のエンディングでは秦兄弟を弟子にしている。
ビリー・カーン［Billy Kane］
声 - 山西惇
『餓狼SP』以来の登場を果たす。『RB』では山崎の次の中ボスとして登場する。カウンター技を習得したり、日本語を使うようになった。ギースとの対戦時には、専用の掛け合いが用意されている。『RB』のエンディングではギースの影武者の顔に“にせもの”と落書きをしている。『RBS』では4人目に登場する中ボス。『RB2』ではランダムで登場する中ボスの1人。『DM』ではホワイト戦の前に登場する中ボス。

### リアルバウト餓狼伝説スペシャル
タン・フー・ルー［Tung Fu Rue］
声 - 中井重文
『餓狼SP』以来の登場を果たす。ゲーム中の動きなど、『餓狼SP』の頃よりもややユーモラスなものとなった。勝利ポーズで魂が抜けかける場面もある。『RBS』の操作説明画面にも登場し、解説役を担当している。『FIRST CONTACT』には登場しない。
チン・シンザン［Cheng Sinzan］
声 - 中井重文
『餓狼SP』以来の登場を果たす。『餓狼SP』のころよりも輪をかけてさらに肥満体となり、キャラクター性能も低下したので『餓狼SP』のときのような戦い方はできなくなっている。『DM』では（対戦前デモの流用だが）愛車のバンで相手を撥ねる超必殺技の「大往生」が隠し技として追加。『FIRST CONTACT』には登場しない。
ローレンス・ブラッド［Laurence Blood］
声 - 有田洋之
『餓狼SP』以来の登場を果たす。かつての三闘士の一人であり、唯一クラウザーの部下を続けているが、エンディングでは彼に取って代わろうとする描写がある。今作でシュトロハイム城の警備隊長に就任している。男色趣味を思わせる台詞や演出がある。『RBS』ではクラウザーの直前の中ボスとして登場する。『RB2』ではランダムで登場する中ボスの1人。『FIRST CONTACT』には登場しない。
ヴォルフガング・クラウザー［Wolfgang Krauser］
声 - B.J.Love
フルネームは「ヴォルフガング・クラウザー・フォン・シュトロハイム」。『RBS』では通常の最終ボスとして登場する。『RB2』ではランダムで登場する最終ボスの1人。なお、公式には『餓狼2』では同作のテリーに敗北後、自殺したとされているが、『RB』に登場するギースの影武者（シャドウ）はクラウザーがギース亡きあとの北米支配を狙って送り込んだものだという設定が存在し、『RBS』以降もギースが死んでいるのに対しクラウザーは生存している設定で登場する。後の小説版では自ら命を絶ったつもりが生き延びたという設定になっている。
EXアンディ・ボガード［EX Andy Bogard］
声 - 難波圭一
「影」の不知火としてのアンディで、ノーマルのアンディとは別人らしい（ノーマルのアンディは「光」ということになる）。オリジナルの技をいくつか持つ。
EXブルー・マリー［EX Blue-Mary］
声 - 生駒治美
人体を破壊することに喜びを見出すサディスティックな性格になったマリー。デフォルトカラーは赤い革ジャンパーと黒のノンタンクトップとズボンを着ている。
なお『DM』のマリーは通常版の性格設定だが、キャラクターカラーと性能はこちらのEX版をベースに表版も折衷したものとなっている。
EXビリー・カーン［EX Billy Kane］
声 - 山西惇
ギースの死後、精神が崩壊したビリー。呂律が回らず、三節棍に名前を付けて「恋人」と呼び、舞に気味悪がられている。性能は『RB』のビリーに準ずる。
EXタン・フー・ルー［EX Tung Fu Rue］
声 - 中井重文
すっかりボケて、テリーたちのことも分からなくなってしまったタン。性能は『餓狼SP』時代のものに近い。なお、コンビネーションアタックが一切使用できない。
八神庵 [Iori Yagami]
GB版『熱闘RBS』のみに登場する隠しボス。『KOF』からのゲストキャラクター。

### リアルバウト餓狼伝説2
李香緋［Li Xiangfei］
声 - 金月真美
サウスタウンの中華街に在住する、中国系アメリカ人の少女。中国拳法の使い手。中華料理店でバイトをして身を立てている。あちこちの流派からのつまみ食い拳法を使う。
リック・ストラウド［Rick Strowd］
声 - タニー山口
ネイティブ・アメリカンの血を引くボクサー。かすかながら自然の声を聞くことができ、明日の天気も分かる。彼の必殺技「ヘリオン」と超必殺技「ガイアブレス」は、『KOF』シリーズのヴァネッサも使う（彼女の技名は「フォビドゥン イーグル」と「ガイア・ギア」となっているが、ボイスはリックと同じ）。『RB2』の操作説明画面にも登場している。
アルフレッド［Alfred］
声 - 結城比呂
アメリカ出身。冒険家を志す飛行機乗りの少年。手刀をメインに使う。
『RB2』ではCPU専用の隠しボスとして登場。CPU戦において、1コイン、超必殺技で7回以上K.O.または潜在能力で5回以上K.O.した上に全ての試合を（ボス戦も含めて）ストレートで勝ち進むと、最後の対戦相手として登場する。勝っても負けても、そのままエンディングに突入するという、エキシビジョンマッチ的な扱いとなっている。
『餓狼伝説 バトルアーカイブズ2』と『FIRST CONTACT』では隠しキャラクターとして使用可能になった。ただし、前者の方はコンビネーションアタックが一切ないなど他のキャラクターと異なる仕様となっている。
PS版『DM』では主人公として登場。初期選択可能なキャラクターになり、亡き父が眠る自分の故郷を支配するホワイトに敢然と立ち向かう。また、『RB2』で使用した技のほかに潜在能力として「ヘキサドライブ」が追加されている。
後に『KOF』シリーズにおいて、ストライカーや背景キャラクターとして登場してもいる。
ラオ［Lao］（デモ）
オープニングデモで、香緋やリックに倒されている大男。心意把の使い手。『FIRST CONTACT』の対戦モードでのみ、隠しキャラクターとして使用できるようになっている（ネオジオポケット版では仕様上、本体とソフトが2組必要）。のちに『餓狼MOW』でリーリンナイツのメンバーとして登場する。

### DOMINATED MIND
ホワイト［White］
声 - 藤原啓治
CPU専用キャラクター。イギリス出身。マインドコントロールで人を操る超能力者。武器商人でもあり、他にも様々な悪事を働いている。ギース亡き後のサウスタウンに乗り込み、ビリーを洗脳して支配する。格闘技経験がないためガードを全く行えないが、ヒット時に一発で気絶させる必殺技や、K.O.後に起き上がって放つ飛び道具（喰らうと逆転K.O.される）など掟破りな技が多い。

## 関連CDドラマ
リアルバウト餓狼伝説 2 THE NEWCOMERS DRAMA CD
1998年6月3日にポニーキャニオンから発売された。

## オリジナル サウンドトラック
- リアルバウト餓狼伝説
  - 1996年2月7日にサイトロン1500シリーズとしてポニーキャニオンより発売された。
- リアルバウト餓狼伝説スペシャル
  - 1997年2月5日にサイトロン1500シリーズとしてポニーキャニオンより発売された。
- リアルバウト餓狼伝説2 THE NEWCOMERS
  - 1998年4月18日にサイトロン1500シリーズとしてポニーキャニオンから発売された。